# Maciej Wojciech Kowalski
Maciej Wojciech Kowalski (ur. 20 lutego 1972 w Chorzowie) – polski muzyk, gitarzysta, producent muzyczny, inżynier dźwięku, remikser, kompozytor muzyki elektronicznej, DJ, DVJ.

## Życiorys
W latach 90. był członkiem krakowskiej grupy muzycznej Dynamind. Na pierwszych dwóch albumach zespołu o stylistyce hardcore i rapcore był gitarzystą oraz producentem, posługując się pseudonimem „Maciek K.”. Na trzeciej i ostatniej płycie, zawierającej utwory o zróżnicowanych stylach muzycznych, był odpowiedzialny za nagranie gitar, śpiew i produkcję (podany jako „Maciek K.”) oraz za programowanie i syntezatory (wymieniony jako „HQ Koval”).
Następnie przestawił się na muzykę elektroniczną, zostając kompozytorem, DJ-em oraz autorem remiksów i przyjmują pseudonimy DJ HiQ Koval lub Matt Kowalsky. Wygrał też eliminacje do Red Bull Music Academy, co zaowocowało zaproszeniem na warsztaty do Nowego Jorku. Podjął współpracę z innymi artystami, m.in. z Kasią Klich, Skubasem. Był autorem muzyki do filmów. Został współtwórcą założonej w 2011 grupy Future Folk, łączącego góralską muzykę folkową z elektroniczną.
W 2001 został specjalistą w zakresie Pro Tools w Pinewood Studios w Londynie. W 2004 ukończył inżynierię dźwięku w Instytucie Jazzu na Wydziale Jazzu i Muzyki Rozrywkowej Akademii Muzycznej im. Karola Szymanowskiego w Katowicach.

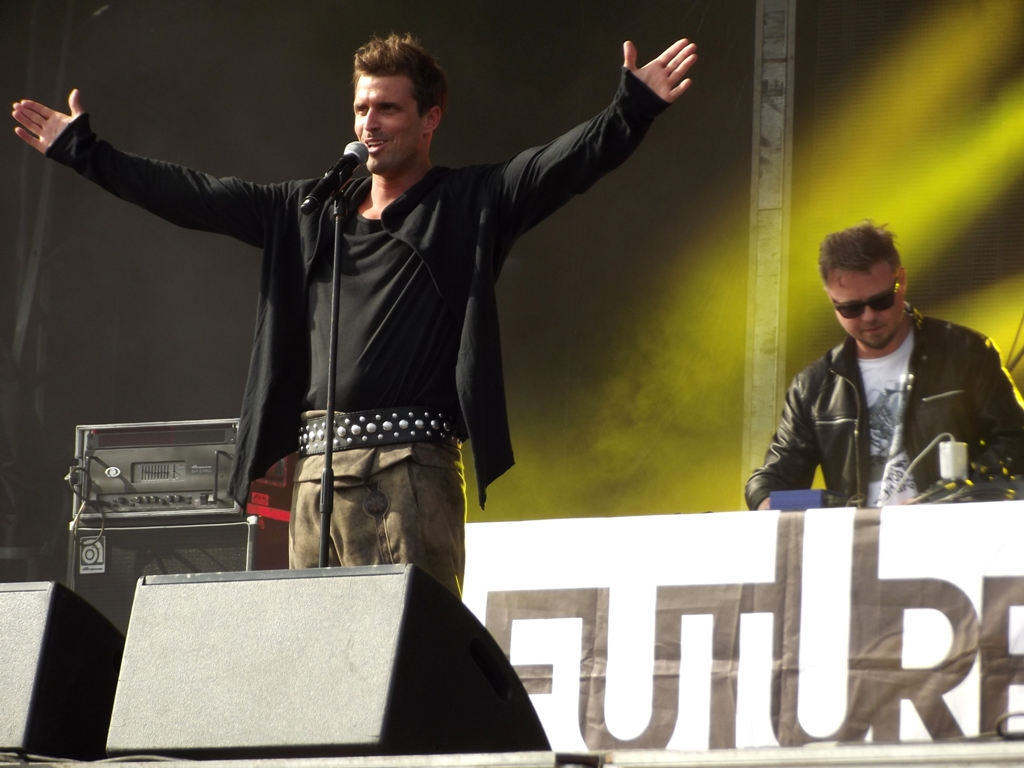
Matt Kowalsky (z prawej) podczas koncertu Future Folk na Life Festival Oświęcim 2013. Z lewej Stanisław Karpiel-Bułecka

## Dyskografia

### Dynamind
Albumy studyjne
- How To Get Your Band Noticed (1994)
- We Can’t Skate (1995)
- Mix Your Style (1997)

Single
- Buc (1995)
- Latino (1997)

Minialbum
- Fake Promises (2019)

Ścieżka dźwiękowa
- Poniedziałek (1998) – utwory: „Latino”, „She’s Dancing”, „Super Hero”[3]

### Future Folk
Albumy studyjne
- Zbacowanie (2012)
- Zbójnicki after (2015)

### Kariera solowa
HiQ Koval
- Underwater Sounds (1999), singel
- Hold It!l (1999), singel
- HiQ Koval (1999), album

Matt Kowalsky
- Nowy Plan (2006)[4][5]
- Code (2009)[6]

### Muzyka filmowa
- Poniedziałek (1998), muzyka
- Wtorek (2002), muzyka
- Jestem (2005), inżynieria dźwięku
- Spadek (2005), muzyka
- Wieża (2007), muzyka
- Mała wielka miłość (2008), muzyka

### Inne
Remixy
- Püdelsi: Jasna strona – Legendarni Pudelsi 1986–2004 (2004), utwór: „Mundialeiro”
- Ares & The Tribe: Great Return (2007), utwór: „Kochaj”

Składanki
- RAM Cafe: RAM Cafe Lounge & Chillout (2006), utwór: „Sweet Love 2K6”

## Wyróżnienia
- Nominacja do nagrody Independent Music Awards 2007 w kategorii Best album
- Laureat nagrody Independent Music Awards 2008 w kategorii Best Album Vox Populi
- Nominacja do nagrody Independent Music Awards 2010 w kategorii Best Dance / Electronica album
- Nominacja do nagrody Fryderyki 2010 w kategorii Album roku – muzyka klubowa[7]